# Oude stadhuis (Kaapstad)

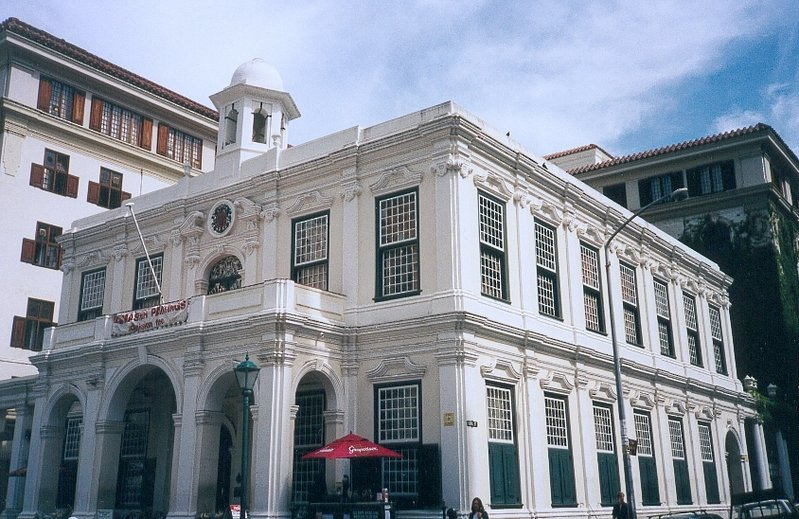
Het Oude Stadhuis tegenwoordig.

Het Oude Stadhuis (Afrikaans: Ou Stadhuis, Engels: Old Town House), ook wel Oud Burgerwachthuis (Afrikaans: Ou Burgerwaghuis, Engels: Old Burgher Watch House) genoemd, is een museum aan Groentemarkplein (Engels: Greenmarket Square) in Kaapstad. Het is gebouwd als onderkomen voor de burgerwacht en deed later dienst als politierechtbank en stadhuis.

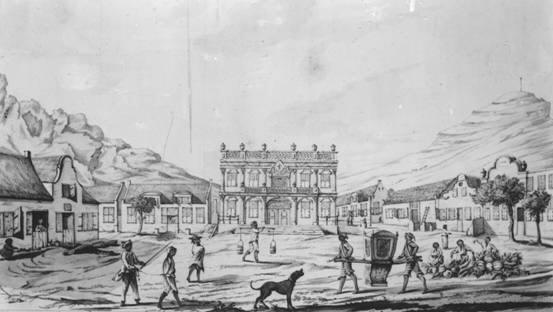
Johannes Rach. Het Burgerwachthuis in Kaapstad. 1764. Tekening.

Op 10 maart 1710 besloot de Burgerraad het huidige Groentemarkplein aan te leggen. Op de plaats van het Oude Stadhuis stond kort na 1716 al een kleiner, één bouwlaag tellend gebouw met een rieten dak, dat ook toen al dienstdeed als onderkomen voor de Burgerwacht (een politiemacht ten dienste van de "vrije burgers" van Kaapstad). In de jaren 1740 besloot men dit gebouw uit te breiden met een verdieping en het een plat dak te geven om ruimte te bieden aan de militaire uitrusting van de wacht. De eerste steen van dit nieuwe gebouw werd in 1755 gelegd door Baerndt Artoijs, lid van de Raad van Justitie. In 1756 trokken Burgerwacht en Burgerraad in het gebouw, dat in 1761 voltooid werd. De kosten bedroegen 33.000 VOC-gulden. De architect van het gebouw is onbekend, maar het houtsnijwerk in de bovenlichten van de ramen is toe te schrijven aan de Groninger Johannes Struwing. In 1764 legde tekenaar Johannes Rach het nieuwe gebouw vast: een twee bouwlagen tellend gebouw met aan de voorzijde vijf muurvlakken en een decoratieve, rococo borstwering met daarop zes vazen (zie afbeelding links). Van 1796 tot 1826 kwam de Burgersenaat in het gebouw samen.

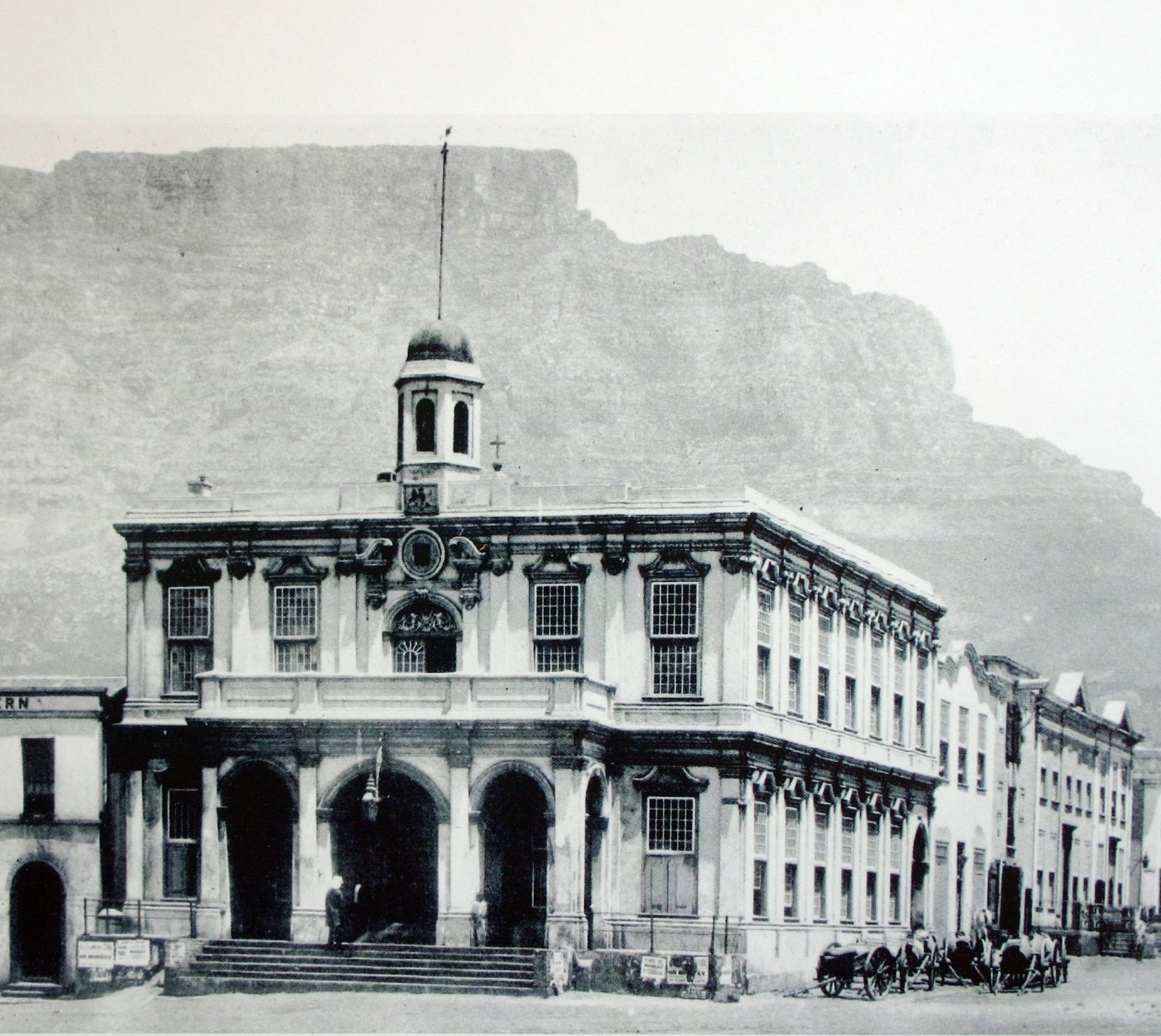
Arthur Elliot. Het Oude Stadhuis in Kaapstad. 1915. Foto. Kaapstad, Staatsarchief.

In 1804 werd het beeld van Justitia boven de balkondeur vervangen door een houten bord beschilderd met het wapen van Kaapstad, dat in 1915 vervangen werd door een bepleisterd reliëf. In 1808 werd onder leiding van Johannes Schutte de rococo borstwering vervangen door een eenvoudiger exemplaar, die naar het midden toe oploopt. Ook voegde hij de tegenwoordige klokkentoren toe (zie afbeelding rechts). Van 1828 tot 1839 was het gebouw in gebruik als politierechtbank en in 1840, toen Kaapstad een gemeente werd, werd het een stadhuis, wat het tot 1905 zou blijven, toen het huidige stadhuis voltooid werd. In 1917 werd de Michaelis Collectie van oude Nederlandse en Vlaamse kunst erin ondergebracht, na een restauratie door de architect J.M. Solomon. Solomon was ook verantwoordelijk voor het huidige interieur, dat gebaseerd is op het zeventiende-eeuwse Nederlandse stadhuis. Boven op het gebouw is een zogenaamde dakkamer gebouwd.